# Titularbistum Frequentium
Frequentium (ital.: Frigento) ist ein Titularbistum der römisch-katholischen Kirche.
Es geht zurück auf einen untergegangenen Bischofssitz in der italienischen Provinz Avellino in der Region Kampanien an der Westküste der Italienischen Halbinsel unweit der heutigen Stadt Frigento östlich von Neapel. Der Ortsgeschichte zufolge bestand hier ein Bischofssitz seit dem 5. Jahrhundert. Das Bistum Frigento wurde Ende des 15. Jahrhunderts mit dem Bistum Avellino vereint und verlor seinen Titel 1818 endgültig.
| Titularbischöfe von Frequentium |                        |                                   |                  |                 |
| Nr.                             | Name                   | Amt                               | von              | bis             |
| 1                               | Angelo Fausto Vallainc | Weihbischof in Siena (Italien)    | 4. Juli 1970     | 7. Oktober 1975 |
| 2                               | Enrico Assi            | Weihbischof in Mailand (Italien)  | 7. Dezember 1975 | 26. Mai 1983    |
| 3                               | Joseph Candolfi        | Weihbischof in Basel (Schweiz)    | 1. Juni 1983     | 7. August 2011  |
| 4                               | Dominik Schwaderlapp   | Weihbischof in Köln (Deutschland) | 24. Februar 2012 |                 |